# I Don't Feel at Home in This World Anymore
I Don't Feel at Home in This World Anymore è un film del 2017 diretto da Macon Blair.
Il film, con protagonisti Melanie Lynskey e Elijah Wood, è stato presentato al Sundance Film Festival 2017, dove ha vinto il Gran premio della giuria: U.S. Dramatic, ed è stato distribuito attraverso Netflix.

## Trama
Ruth è un'assistente infermiera in una clinica post-operatoria, disillusa e delusa dalla maleducazione e dal malcostume che la circonda. Un giorno, tornata a casa dal lavoro, trova parte della casa sottosopra e si rende conto di essere stata derubata. Quasi imbarazzata, denuncia alla polizia il furto di alcuni medicinali, dell'argenteria della nonna e di un computer portatile. Vista l'inerzia dalla polizia, la donna inizia ad indagare per conto suo scoprendo un'impronta di scarpa in giardino e chiedendo informazioni ai vicini di casa. Così fa conoscenza con Tony, un metallaro strambo e solitario, che lei aveva poco prima rimproverato per le deiezioni canine trovate sul suo vialetto.
Grazie ad un'app Ruth riesce a geolocalizzare il suo portatile e, non trovando di meglio, chiede a Tony di accompagnarla all'indirizzo individuato. Con risolutezza e un po' di fortuna, riesce a riprendersi il PC e scopre, da coloro che pensava fossero i ladri, l'indirizzo del mercatino di merce ricettata nel quale questi si sono forniti. Il giorno seguente, sempre accompagnata da Tony, Ruth ritrova l'argenteria rubata, e se la riprende non prima di uno scontro fisico con l'anziano ricettatore. Ruth è anche certa di aver individuato il ladro, per via di un dettaglio sulla sua scarpa, e così Tony prende la targa del furgone di questi e ne scopre il proprietario: Chris Rumack.
Nuovamente delusa dalla polizia, Ruth decide di proseguire a indagare in proprio recandosi, sempre con il fido Tony, nella sontuosa residenza dei Rumack. Meredith, l'annoiata moglie del padrone di casa, spiega loro che il furgone viene usato dal figliastro Christian, rinnegato dal padre per i suoi legami con la droga. Il padrone di casa rientra all'improvviso e Ruth e Tony vengono tenuti sotto tiro dalla sua guardia del corpo. Capito che i due sono inoffensivi, Chris Rumack si offre di pagarli, ma quando Ruth rifiuta il denaro, spiegando che vuole semplicemente confrontarsi con Christian, viene presa in giro per il suo idealismo. Marshall, capo della sgangherata banda di cui fa parte Christian, vede Ruth e Tony andarsene da casa Rumack e decide di seguire la donna, già notata il giorno precedente. Christian la segue fin dentro casa e lei, quando lo scopre, d'istinto lo colpisce schiacciandogli accidentalmente la trachea. Barcollando, Christian esce in strada e viene investito e ucciso da un pullman. Marshall e Dez, dovendo portare a compimento la programmata rapina in casa Rumack, rapiscono allora Ruth, costringendola a prendere il posto di Christian, venuto meno per colpa sua.
Armata di una pistola scarica, Ruth riesce ad entrare a casa Rumack. Meredith e la guardia del corpo vengono presi in ostaggio allorché Chris irrompe armato scatenando un'escalation di violenza peggiorata dal fatto che Marshall non trova altro che documenti nella tanto bramata cassaforte. Al termine delle cruente colluttazioni e grottesche sparatorie che hanno luogo in casa Rumack, restano uccisi il padrone di casa, la sua guardia del corpo e Dez, mentre Meredith riesce a scappare e Tony, provvidenzialmente arrivato a salvare Ruth, resta gravemente ferito da varie coltellate all'addome.
Ruth e Tony fuggono poi nei boschi dietro la casa, inseguiti da Marshall. Nascosto un debilitatissimo Tony tra i cespugli, e dopo un lungo inseguimento, la donna colpisce Marshall con delle pietre che lo fanno cadere in uno stagno dove viene morso da un serpente velenoso.
Grata per essere sopravvissuta, Meredith si rifiuta di identificare Ruth come uno dei ladri al detective Bendix. Così Ruth può ritornare alla sua vita quotidiana, con la sua unica amica, il marito di lei e anche Tony, sopravvissuto alle ferite.

## Produzione
Si tratta del debutto alla regia dell'attore Macon Blair, che è anche autore della sceneggiatura. Blair si ritaglia anche un piccolo ruolo di un avventore in un bar. Le riprese si sono tenute a Portland in Oregon. Nell'aprile 2016 le riprese si sono tenute nei quartieri di Woodstock e Brentwood-Darlington.
La colonna sonora è stata composta da Brooke e Will Blair, fratelli del regista.

## Distribuzione

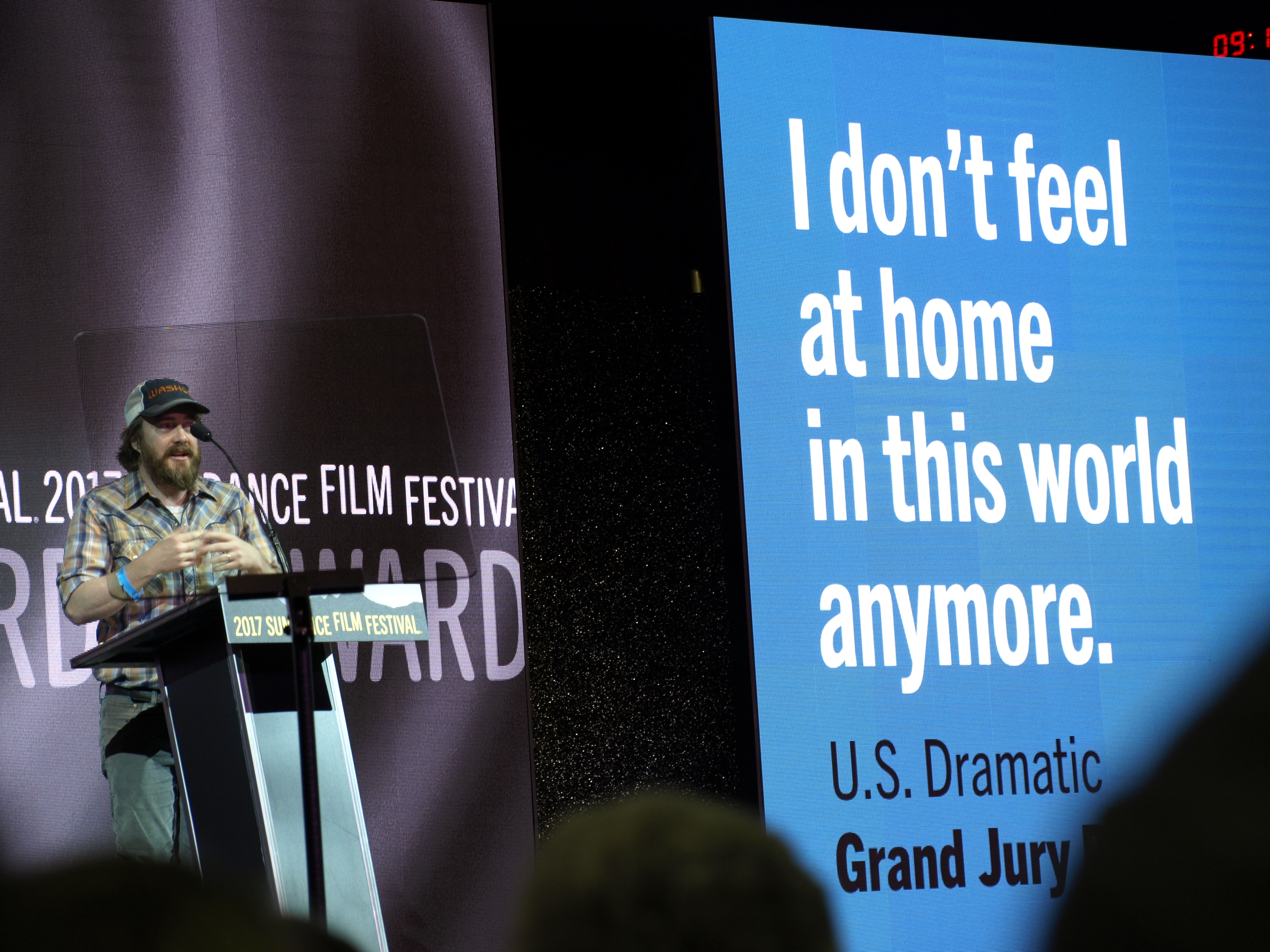
Macon Blair ritira il Gran premio della giuria: U.S. Dramatic al Sundance Film Festival.

Il film è stato presentato in anteprima al Sundance Film Festival il 29 gennaio 2017 e distribuito sulla piattaforma di video on demand Netflix il 24 febbraio 2017, in tutti i paesi in cui il servizio è disponibile.

## Riconoscimenti
- 2017 - Sundance Film Festival
  - Gran premio della giuria: U.S. Dramatic
  - Amazon Studios Producers Award a Anish Savjani e Neil Kopp[4]